# Pont Romain-Caron
Le pont Romain-Caron est un pont couvert situé à Saint-Jean-de-la-Lande au Québec (Canada) qui franchit la branche à Jerry. Ce pont construit en 1936 est le seul pont couvert a subsister au Témiscouata. Il a été cité immeuble patrimonial en 2006 par la municipalité de Saint-Jean-de-la-Lande.

## Histoire
Le premier pont sur la branche à Jerry a été construit en 1933 par la compagnie Jerry Lake. En 1940, il était devenu inutilisable. Romain Caron, un des pionniers de Saint-Jean-de-la-Lande assura la traversée en canot durant 42 jours et construisit le pont actuel de ses mains en 1940. En 1979, il est remplacé par un nouveau pont et est fermé à la circulation. Il est ensuite restauré par la municipalité.